# Prästeståndets ledamöter vid riksdagen 1856–1858
Vid riksdagen 1856–1858 ingick följande ledamöter i prästeståndet.
Biskoparna och pastor primarius i Stockholm var självskrivna, medan övriga präster utsågs för respektive stift. Prästerskapet i Stockholms stad utsåg egna företrädare. Därtill skulle universiteten samt Vetenskapsakademien utse riksdagsmän, vilka skulle ingå i prästerskapet i dess egenskap av det lärda ståndet. Uppsala och Lunds universitet skulle utse vardera minst en, högst två riksdagsmän, som skulle vara "Profeßor från de werldslige Faculteterna", medan Vetenskapsakademien skulle utse två "Ofrälse Civile Ledamöter" som riksdagsmän.
Stiften förtecknas i den ordning de anges i prästeståndets protokoll.

### Uppsala ärkestift
- Ärkebiskop Henrik Reuterdahl
- Carl Fredrik Björkman
- Anders Erik Knös
- Lars Landgren
- Henrik Gerhard Lindgren
- Emanuel Schram

### Linköpings stift
- Biskop Johan Jacob Hedrén (frånvarande)
- Per Conrad Arosenius (död 15/7 1857)
  - Johan Isaac Håhl (från 26/8 1857)
- Per Jakob Emanuelsson
- Herman Lundgren
- Anders Fredrik Sondén
- Jon Wåhlander

### Skara stift
- Biskop Johan Albert Butsch
- Per Olof Carlander
- Justus Collén
- Adam Frimanson
- Jakob Otterström

### Strängnäs stift
- Biskop Thure Annerstedt
- Johan Daniel Gellerstedt
- Wilhelm Gumælius
- Anders Lagergren
- Isak Samuel Widebeck

### Västerås stift
- Biskop Christian Eric Fahlcrantz
- Carl Olof Björling
- Axel Eurén
- Isak Norström
- Esaias Magnus Tegnér
- Johan Paul Immanuel Tellbom

### Växjö stift
- Biskop Christopher Isac Heurlin (frånvarande)
- Johan Magnus Almqvist
- Anders Melander
- Carl Henrik Ståhl

### Lunds stift
- Biskop Johan Henrik Thomander
- Christian Gissel Berlin
- Ebbe Gustaf Bring
- Lars Paulus Holmberg
- Henrik Schönbeck

### Göteborgs stift
- Biskop Gustaf Daniel Björck
- Samuel Lorentz Ljungdahl
- Gustaf Ljunggren
- Lars Niklas Mellquist

### Kalmar stift
- Biskop Paulus Genberg (frånvarande)
- Johan Israel Melén
- Anders Sandberg

### Karlstads stift
- Biskop Carl Adolph Agardh (frånvarande)
- Johan Magnus Malmstedt
- Anton Millén

### Härnösands stift
- Biskop Israel Bergman
- Nils Nordlander
- Erik Olof Sundberg (död 24/4 1857)
  - Jonas Bernhard Runsten (från 12/6 1857)
- Adolf Säve

### Visby stift
- Biskop Carl Erik Hallström (frånvarande)
- Johan Gahne
- Daniel Söderberg

### Stockholms stad
- Pastor primarius Abraham Zacharias Pettersson
- Johan Vilhelm Beckman
- Josef Nordlund
- Ture Wensjoe

### Uppsala universitet
- Fredrik Ferdinand Carlson

### Lunds universitet
- Mortimer Agardh

### Vetenskapsakademien
- Johan Jakob Nordström
- Nils Haqvin Selander